# باكس (فلم 2011)
باكس هو فيلم نرويجي سويدي عام 2011 من إخراج أنيت سورسن. تم إصداره في 18 مارس 2011. يقوم الفيلم ببطولة العديد من الممثلين النرويجيين المعروفين، ولكن لم يتم استقباله جيدًا من قبل النقاد واعتبر فاشلاً.

## حبكة
انفجار محرك من طراز بوينج 737 في منتصف الطريق خلال رحلة من ستوكهولم بالسويد إلى أوسلو بالنرويج. اعتقد الكثيرون على متن الطائرة أن النهاية كانت قريبة، لكن بالنسبة للبعض، كانت مجرد بداية. أثناء الرحلة، نتبع سبعة أشخاص وقلبًا واحدًا في طريقه من شخص إلى آخر. جميع الأشخاص السبعة لديهم شيء يفرون منه. ولكن عندما يسقط جسم الطائرة الثقيل على الأرض، فإنهم يتخيلون حياتهم من منظور ثانوي.

## استقبال
شهد الفيلم عطلة نهاية أسبوع كارثية مع العديد من النقاد يسألون ما الخطأ الذي حدث؟ في مراجعة لـ Verdens Gang، قال Jon Selås «ليس هناك جدية أو طموح في 'Pax'.» بالنسبة لـ NRK P3، كتب بيرجر فيستمو «كل شيء يبدو مبنيًا بشكل ميؤوس منه: النص الثقيل بالرصاص، والشخصيات الصلبة، والحوار المحرج، والصدفة الشديدة، وعدم الاحتمالية التي تجعل عيناي تتدحرج» على الرغم من أن الفيلم يتم تسويقه على أنه وصفه الناقد ماريا موسينج، وهو أول فيلم عن الكوارث في منطقة الشمال، والذي ظهر فيه جميع نجوم السينما النرويجيين، بأنه «انتحار فني». قال Ingunn Økland «عندما يخبرك الفيلم بما تشعر به بالضبط، يصبح من المستحيل تقريبًا الشعور بذلك.» بالنسبة إلى Adresseavisen، وصف Terje Eidsvåg الفيلم بأنه «دراما فاحشة مليئة بالصدمة لدرجة أنها تصبح محرجة». وقال ناقد داجسافيسن إن الفيلم احتوى على العديد من الأمثلة على «الهراء الفخم الذي عانى منه الممثلون الذين يعانون، في محاولة عبثية للتظاهر بأن شخصًا ما على الأقل يعرف ما يفعلونه» ووصفه بأنه أسوأ فيلم في تاريخ النرويج.

## روابط خارجية
باكس  في قاعدة بيانات الأفلام على الإنترنت (بالإنجليزية)